# Omey Island Machair SAC
Omey Island Machair SAC este o arie protejată (arie specială de conservare — SAC, sit de importanță comunitară — SCI) din Irlanda întinsă pe o suprafață de 233,26 ha, integral pe uscat.

## Localizare
Centrul sitului Omey Island Machair SAC este situat la coordonatele 53°32′01″N 10°09′45″W / 53.53363°N 10.162619°V.

## Înființare
Situl Omey Island Machair SAC a fost declarat sit de importanță comunitară în iulie 1999 pentru a proteja 1 specie de plante și 8 specii de animale. Situl a fost protejat și ca arie specială de conservare în septembrie 2021.

## Biodiversitate
Situată în ecoregiunea atlantică, aria protejată conține 2 habitate naturale: Machair (* habitat specific irlandez), Ape puternic oligomezotrofe cu vegetație bentonică cu Chara spp..
La baza desemnării sitului se află mai multe specii protejate:
- plante (1): Petalophyllum ralfsii
- păsări (8): pietruș (Arenaria interpres), Branta bernicla, Calidris alba, fugaci de țărm (Calidris alpina), prundaș gulerat mare (Charadrius hiaticula), ploier auriu (Pluvialis apricaria), ploier argintiu (Pluvialis squatarola), Pyrrhocorax pyrrhocorax